# Ouve-Wirquin
Ouve-Wirquin é uma comuna francesa na região administrativa de Altos da França, no departamento de Pas-de-Calais. Estende-se por uma área de 5,25 km². Em 2010 a comuna tinha 511 habitantes (densidade: 97,3 hab./km²).